# Harper megye (Kansas)
Harper megye az Amerikai Egyesült Államokban, azon belül Kansas államban található. Megyeszékhelye és legnagyobb városa Anthony. Lakosainak száma 5485 fő (2020. április 1.). Harper megye Kingman, Sumner, Grant, Alfalfa és Barber megyékkel határos.

## Népesség
A megye népességének változása:
| Lakosok száma | 6032 | 5946 | 5888 | 5860 | 5817 | 5485 |
|               | 2010 | 2011 | 2012 | 2013 | 2015 | 2020 |